# Veltins-Arena
Veltins-Arena er et fodboldstadion i den tyske by Gelsenkirchen, og hed oprindeligt Arena Auf Schalke, hvilket den også bliver kaldt i dag. Stadionet er til daglig hjemmebane for Schalke 04 og blev først indviet i 2001. Der er plads til 61.481 tilskuere, hvoraf de 53.994 er siddepladser. Stadionet var også vært for Champions League-finalen mellem AS Monaco og FC Porto den 26. maj 2004. En kamp Porto vandt 3-0.
| Idrætsanlæg | Spire Denne artikel om et idrætsanlæg er en spire som bør udbygges. Du er velkommen til at hjælpe Wikipedia ved at udvide den. |

51°33′16″N 7°04′03″Ø / 51.554502777778°N 7.0675888888889°Ø